# 拉迪克
拉迪克是土耳其的城鎮，由薩姆松省負責管轄，位於該國北部，面積575平方公里，海拔高度950米，主要經濟活動是農業和畜牧業，2011年人口8,507。